# Тема телефону
Тема телефону або обкладинка (обгортка, оболонка) телефону стосується загального вигляду та відчуття інтерфейсу користувача (UI) мобільного телефону. Він включає кольорові схеми для меню та основних моментів, фонові зображення та тем Series 60 (S60), значки користувачів, кнопок та папок. Тематичний пакет містить графіку для одного або багатьох змінних компонентів інтерфейсу мобільного телефону. Зміна теми впливає лише на зовнішній вигляд інтерфейсу користувача, а не на всі функції та властивості телефону.
Існує багато мобільних операційних систем, які стандартно підтримують теми, наприклад,колишні телефони Nokia, що працюють від Symbian, Sony Ericsson та Blackberry. Незважаючи на те, що операційна система Android від Google не підтримує теми в стандартному режимі, є програми, які її надають; післяпродажні дистрибутиви Android, такі як CyanogenMod (та його наступник LineageOS), разом із реалізаціями для конкретних постачальників пропонують свої власні тематичні механізми.
Є сайти, які пропонують послуги з налаштування на телефонні теми.